# RTL Télé Lëtzebuerg
RTL Télé Lëtzebuerg est une chaîne de télévision généraliste nationale privée luxembourgeoise.

## Histoire de la chaîne
Cette section ne s'appuie pas, ou pas assez, sur des sources secondaires ou tertiaires indépendantes du sujet.

Pour l'améliorer, ajoutez-en, ou placez des modèles {{Source secondaire souhaitée}} ou {{Source secondaire nécessaire}} sur les passages mal sourcés. (janvier 2024)
Le 21 septembre 1969, le journaliste Jean Octave lance sur Télé Luxembourg l'émission Hei Elei Kuck Elei (citation du livret de l'opérette luxembourgeoise Mum Séis), une émission de trois quarts d'heure diffusée chaque dimanche matin en langue luxembourgeoise, puis le dimanche après-midi. Mais, pressée de renouveler l'antenne de RTL TV dont l'audience chute au tournant des années 1990, la CLT démarre un nouveau format ciblant les jeunes dans lequel Hei Elei Kuck Elei n'a plus sa place. Un conflit interne éclate alors entre l'ancienne et la nouvelle génération, et en octobre 1991, Jean Octave part en claquant la porte, suivi par une grande partie de son équipe.
Le gouvernement luxembourgeois soutient alors très activement le maintien d'un programme en luxembourgeois et intervient auprès de la CLT pour la création d'un programme quotidien en direct d'une heure, rediffusé en boucle jusqu'à minuit sur un canal dédié au Luxembourg. Le programme RTL Hei Elei est ainsi créé sur le nouveau canal Tele Lëtzebuerg[source insuffisante] le 21 octobre 1991.
À partir de l'émission d'information d'origine, la chaîne élargit son spectre pour proposer d'autres émissions (Hei Elei Sportclub consacrée aux résultats sportifs, émissions de service, ...) toujours centrées sur la vie du Grand-Duché. 
À l'automne 1995, sous la conduite d'Alain Berwick, le programme RTL Hei Elei est rebaptisé RTL De Journal et la chaîne Tele Lëtzebuerg est rebaptisée RTL Télé Lëtzebuerg et augmente la durée de ses programmes à 18 heures par jour pour devenir une chaîne nationale généraliste multisupport mêlant télévision, radio et Internet. Toutefois, les Luxembourgeois continuent à l'appeler Den Hei Elei. La chaîne se dote en 2004 d'une nouvelle déclinaison : RTL Zwee (anciennement Den 2. RTL).

## Identité visuelle
Le générique d'ouverture d'antenne de RTL Hei Elei reprend en l'adaptant le mythique générique d'ouverture d'antenne de Télé Luxembourg avec des cercles symbolisant les ondes hertziennes se transformant en bandes bleues et blanches du drapeau luxembourgeois que viennent surmonter le lion héraldique du Luxembourg et la mention Télé Lëtzebuerg

### Logos

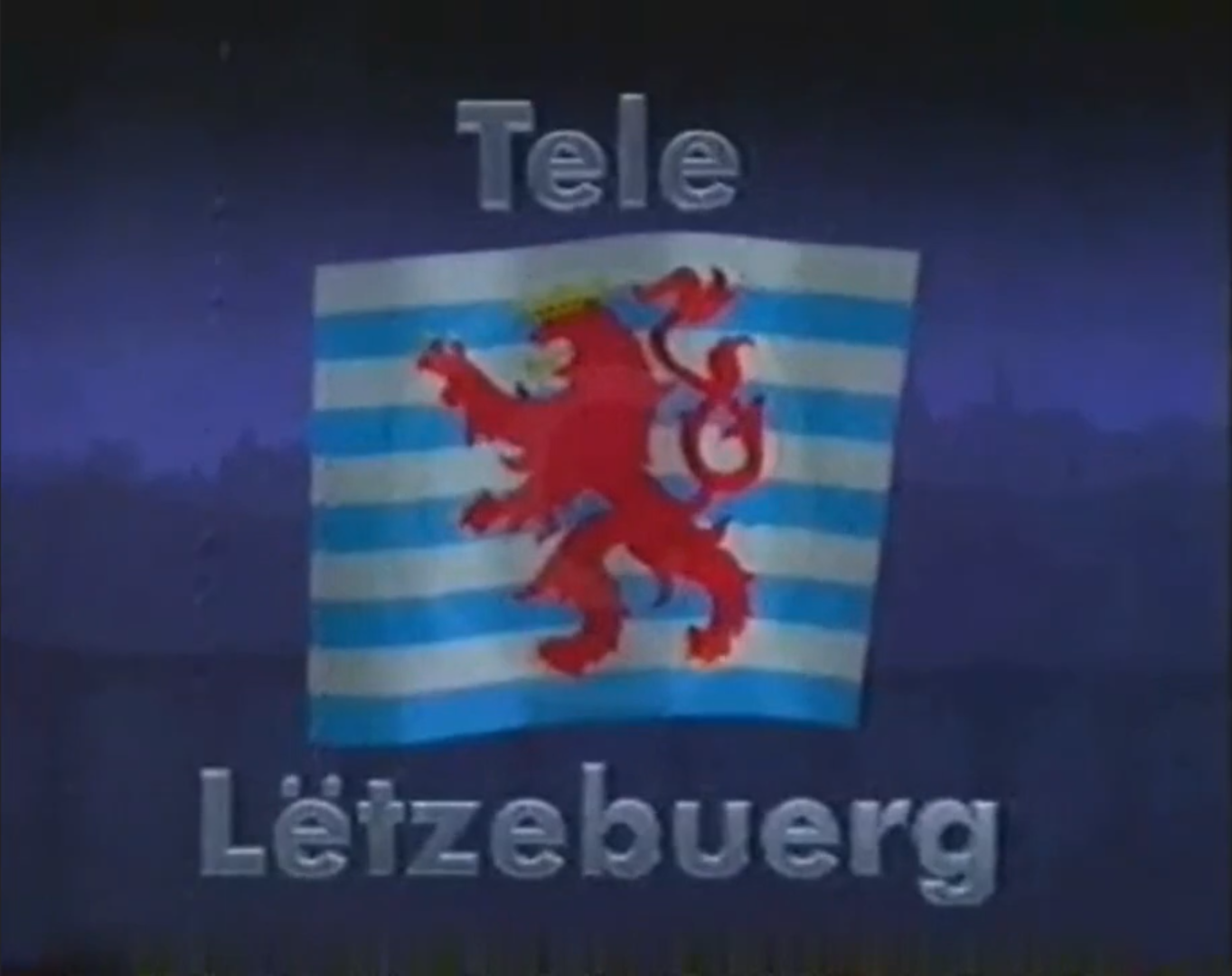
Logo de Tele Lëtzebuerg du 21 octobre 1991 à 1995.
Logo du programme RTL Hei Elei sur Tele Lëtzebuerg du 21 octobre 1991 à 1995.
Logo de RTL Télé Lëtzebuerg de 1995 à 2009.
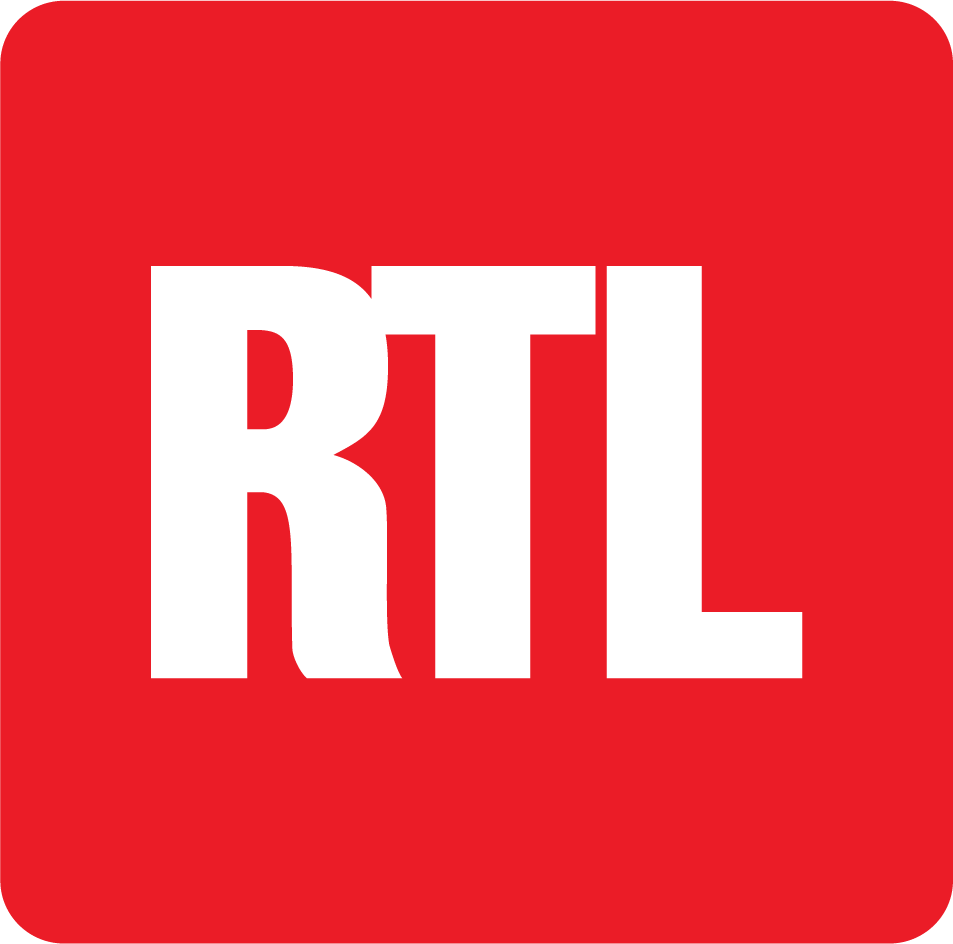
Logo de RTL Télé Lëtzebuerg depuis 2009.
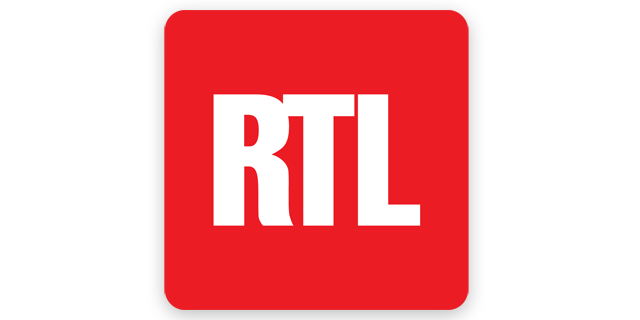
Logo de RTL Télé Lëtzebuerg à l’antenne depuis 2009.
Logo alternatif de RTL Télé Lëtzebuerg jusqu'en 2018.
Logo de RTL Télé Lëtzebuerg HD.
Logo de RTL Lëtzebuerg depuis le 26 avril 2023.

### Slogan
- Mäi Lëtzebuerg, mäin RTL

## Organisation

### Statut
RTL Télé Lëtzebuerg est une télévision nationale privée éditée par la CLT-UFA S.A., filiale à 100 % de RTL Group, mais qui a des contrats avec l'État du Grand-Duché de Luxembourg étant donné qu'il n'existe aucune chaîne généraliste publique dans le pays. Elle donne davantage de poids à l'actualité nationale, régionale et locale qu'à celle internationale car elle veut être une chaîne luxembourgeoise proche des gens, qui informe et qui touche un public le plus large possible.
De sa création jusqu'à 1993, RTL Télé Lëtzebuerg est membre de l'Union européenne de radio-télévision, représentant le Luxembourg.

### Siège
Le siège social de RTL Hei Elei était situé à la Villa Louvigny à Luxembourg jusqu'à l'été 1996, date à laquelle les services de télévision de la Villa Louvigny déménagent vers le nouvel immeuble de la CLT baptisé KB2 et construit dans le quartier du Kirchberg au 45, boulevard Pierre Frieden à Luxembourg où se trouvent le siège social et la régie finale de RTL Télé Lëtzebuerg. En 2017, le siège social ainsi que ses filiales déménagent dans ses nouveaux locaux « RTL City » au 43, boulevard Pierre Frieden à Luxembourg.

### Langues
La langue principale de RTL Télé Lëtzebuerg est le luxembourgeois, mais il existe une version francophone du journal télévisé (5 Minutes) pour les nombreux résidents francophones. De Journal est aussi rediffusé dans la soirée sous-titré en français.

## Programmes
RTL Télé Lëtzebuerg diffuse une grille variée 24 heures sur 24 et produit environ deux heures de programmes frais par jour essentiellement en direct et en luxembourgeois avec notamment des émissions de divertissement spécialement conçues pour attirer le jeune public, une émission constituée à parts égales d’un journal et d’un magazine entre 19 h et 20 h et également des talks shows, de la musique, des documentaires et quelques courts-métrages luxembourgeois fournis par le Centre national de l'audiovisuel qui dispose d'une case dans la grille tous les samedis soir.
RTL Télé Lëtzebuerg ne produit pas de fiction ni de documentaire autres que des reportages ne dépassant pas 20 minutes au maximum. La chaîne n’achète pas non plus de films, la grille ne prévoyant pas de plage pour la diffusion de productions extérieures au journal et au magazine.
RTL Télé Lëtzebuerg diffuse aussi du sport comme le tennis, le basket-ball, le football (UEFA Champions League), le basket-ball, le handball, le marathon et le cyclisme.

### Audience
RTL Hei Elei n'avait que très peu d'audience (moins de 20 % de parts de marché) avec une clientèle très âgée en 1991. Aujourd'hui, la chaîne est rentable et atteint les 70 % de parts de marché dans la tranche 19/20 heures, ce qui est largement supérieur aux objectifs formulés il y a dix ans. Son audience moyenne est de 123 000 téléspectateurs.

## Diffusion
RTL Télé Lëtzebuerg fut diffusée au Luxembourg sur le canal UHF PAL 27 de l'émetteur de Dudelange en mode analogique du 21 octobre 1991 jusqu'au 31 août 2006, date à laquelle la chaîne n'est plus diffusée qu'au format numérique (MPEG-2) sur le même canal à 522 MHz. Le 14 juin 2010 a démarré une phase de test de diffusion de RTL Télé Lëtzebuerg en HD sur le canal 27 de l'émetteur de Dudelange qui s'est confirmée le samedi 3 juillet.
La chaîne est aussi diffusée par les deux câblo-opérateurs nationaux en version SD et HD, en ADSL par la Télé des P&T, en streaming sur son site Internet (uniquement accessible depuis le Luxembourg), ainsi que par satellite sur Astra 19,2° Est dans un premier temps puis sur 23,5° Est depuis le 1er août 2010.